# Bitwa o Gallipoli
Bitwa o Gallipoli – bitwa toczona od 25 kwietnia 1915 do 9 stycznia 1916 na terytorium Imperium Osmańskiego (na granicy Europy z Azją), w czasie I wojny światowej, która w założeniu ententy miała być początkiem większej operacji mającej za zadanie zdobycie Stambułu (stolicy Imperium Osmańskiego), przejęcie kontroli nad cieśninami tureckimi, odblokowanie drogi dostaw wojskowych do sojuszniczej Rosji i wyeliminowanie z wojny Imperium Osmańskiego. Operacja zakończyła się fiaskiem państw ententy. Łącznie straty obu stron wyniosły 131 tys. zabitych i 262 tys. rannych. Była to największa operacja desantowa I wojny światowej.
W Turcji kampania ta znana jest jako bitwa o Çanakkale, w Anglii nazywa się ją kampanią dardanelską, a w Australii i Nowej Zelandii – po prostu Gallipoli.

## Preludium do operacji

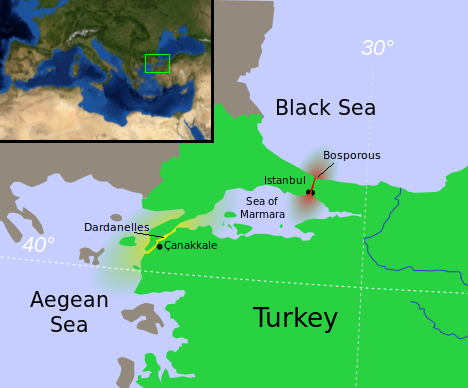
Półwysep Gallipoli z otoczeniem i granica Europa-Azja

Rosja, jeden z członków ententy, miała poważne problemy z obroną morskich linii zaopatrzeniowych w czasie I wojny światowej. Morze Bałtyckie było kontrolowane przez marynarkę niemiecką, a wejście do Morza Czarnego przez Bosfor było kontrolowane przez Imperium Osmańskie.
Od ponad dwóch wieków Rosja była głównym wrogiem Imperium Osmańskiego (→wojny rosyjsko-tureckie). Od wielu lat Niemcy miały natomiast znaczne wpływy w Turcji. Narastał zapoczątkowany pod koniec XIX wieku antagonizm niemiecko-rosyjski, wynikający z popierania przez Niemcy polityki ekspansji Austro-Węgier na Bałkanach, kosztem interesów rosyjskich. Rosja chciała uzyskać swobodny dostęp do Morza Śródziemnego i jego szlaków handlowych (otwarcie korytarza przez Dardanele i Bosfor, oba kontrolowane przez Turcję) oraz pełnej władzy nad Morzem Czarnym. Do 1897 Wielka Brytania udzielała poparcia Turcji przed ekspansją Rosji, jednak zaprzestała po pierwszych rzeziach Ormian. Niemcy zaangażowały się gospodarczo, politycznie i militarnie w modernizację Turcji oraz w zachowanie jej integralności terytorialnej, czym wkroczyły na obszar tradycyjnej ekspansji Rosji. 2 sierpnia 1914 Niemcy i Turcja zawarły tajny sojusz militarny skierowany przeciw Rosji. Od początku wojny Niemcy kontrolowali armię turecką i mieli zasadniczy wpływ na turecką gospodarkę. Faktyczne dowództwo nad marynarką i artylerią przejęli niemieccy doradcy. 2 listopada 1914 Rosja wypowiedziała wojnę Turcji, a kilka dni później uczyniły to sojusznicze Francja i Wielka Brytania. Armia turecka miała okazać się skuteczna w walce z aliantami dzięki niemieckim konsultantom i niemieckiemu sprzętowi wojennemu.
Pod koniec 1914 walki na froncie zachodnim, biegnącym przez Francję i Belgię, ustabilizowały się bez znacznej szansy na zmianę tej sytuacji. Z punktu widzenia aliantów potrzebny był nowy front, aby przerwać panujący impas. Atak na Imperium Osmańskie miał wciągnąć do wojny Bułgarię i Grecję po stronie ententy.

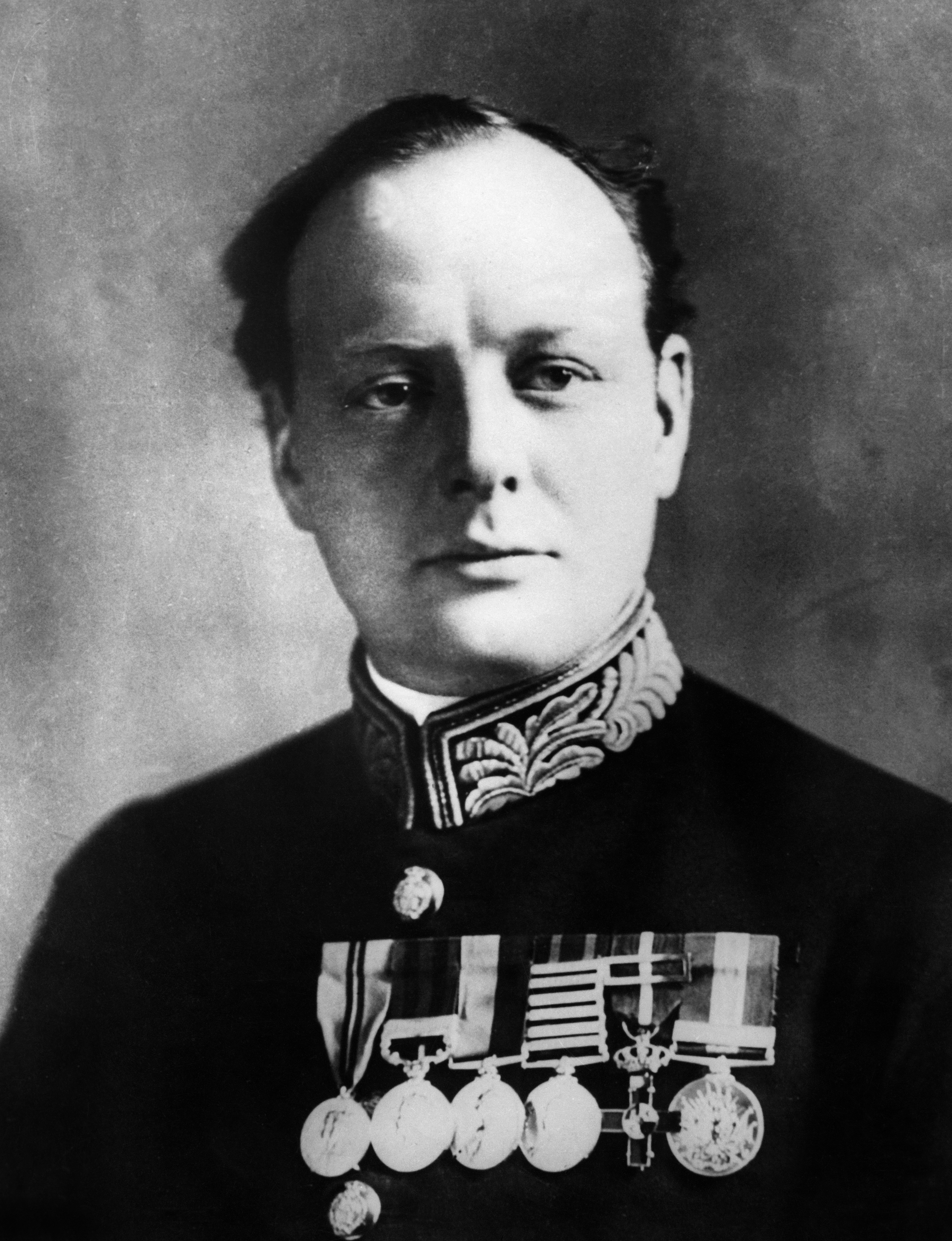
Winston Churchill

Po raz pierwszy z pomysłem ataku na Turcję wystąpili Francuzi w październiku 1914, ale pomysł ten nie zdobył wtedy uznania. Miesiąc później Pierwszy Lord Admiralicji Winston Churchill przedstawił plan morskiego ataku na Dardanele. W styczniu 1915 plan inwazji na półwyspie Gallipoli został zaaprobowany przez brytyjski gabinet. Brytyjski sekretarz stanu ds. wojny Lord Kitchener powierzył generałowi Ianowi Hamiltonowi dowództwo nad Śródziemnomorskimi Siłami Ekspedycyjnymi („Mediterranean Expeditionary Force” – MEF) i całą operacją.
Potężna eskadra okrętów brytyjskich i okrętów francuskich miała zniszczyć ogniem swych wielkich dział tureckie forty i umocnienia, co w zamierzeniu miało być łatwe, ponieważ na brzegu były tylko stare niemieckie działa o zasięgu o połowę mniejszym od okrętów ententy. Okręty mogłyby bezkarnie ostrzeliwać cele na lądzie, będąc poza zasięgiem tureckich dział. Dodatkowo obrońcy mieli małe zapasy amunicji – na każde działo przypadało tylko 75 pocisków. Po kilkudniowym bombardowaniu z morza, na brzegu miały wylądować wojska, które łatwo zajęłyby ruiny. Klęska wojsk tureckich zmusiłaby Niemców do odesłania na front wschodni dodatkowych oddziałów, co odbyłoby się kosztem niemieckich sił we Francji. Dodatkowo zostałoby usunięte tureckie zagrożenie dla administrowanych przez Brytyjczyków Egiptu i Kanału Sueskiego. Churchill nie wiedział jednak, że Turcy zostali powiadomieni przez wywiad o planach ataku i wzmocnili obronę. Ogólnie alianci nie mieli dobrej opinii o armii tureckiej i nie doceniali przeciwnika. Uważali, że tureccy żołnierze – chłopi-analfabeci – nie będą stanowić poważnej przeszkody dla nowoczesnych europejskich armii. Armia turecka została rozgromiona podczas niedawnej I wojny bałkańskiej (1912-1913), co osłabiło tureckie siły zbrojne i utwierdziło Europejczyków w przekonaniu, że były one nieskuteczne oraz niezdolne do sprawnych działań bojowych.

## Operacje morskie

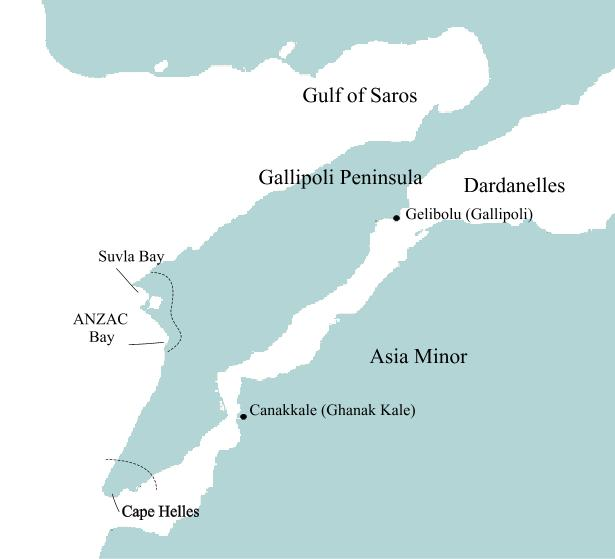
Półwysep Gallipoli, kropkowane linie pokazują, jak daleko doszły armie ententy

19 lutego 1915 duża flota brytyjskich i francuskich okrętów rozpoczęła pierwszy atak na Dardanele, bombardując tureckie brzegi cieśniny. Atak okazał się sukcesem politycznym – Bułgaria przerwała negocjacje z Niemcami, Grecja zaoferowała swoją pomoc, również Włochy zaczęły przejawiać chęć przyłączenia się do ententy, ale efekt militarny był niewielki.
Główny atak rozpoczął się 18 marca. Jego celem była eliminacja tureckich baterii, zwłaszcza w najwęższym punkcie Dardaneli, gdzie cieśnina ma niecałe dwa kilometry szerokości, i przedarcie się na Morze Marmara. Okręty aliantów miały wyeliminować znajdującą się tam niemiecką eskadrę złożoną z ciężkiego krążownika „Goeben” i lekkiego krążownika „Breslau”, a następnie przeprowadzić demonstrację siły wobec stolicy – Konstantynopola (Stambułu) zmierzającą do wyeliminowania Turcji z wojny. Potężna flota, w której znalazło się 16 pancerników, odniosła początkowo kilka sukcesów, eliminując wiele baterii tureckich. Nie wykryto jednak w porę pola minowego ustawionego przez turecki stawiacz min „Nusret” i po wejściu na nie zatonęło tam wiele okrętów, między innymi 3 pancerniki – brytyjskie HMS „Ocean” i HMS „Irresistible” i francuski „Bouvet” a krążownik liniowy HMS „Inflexible” został ciężko uszkodzony, podobnie jak dwa francuskie pancerniki „Gaulois” i „Suffren”.
Poważne straty oraz zła pogoda spowodowały, że alianci nie ponowili ataku, a wkrótce wskutek zaangażowania się w całą operację sił lądowych, całkowicie zrezygnowali z przedarcia się przez cieśninę przy użyciu wyłącznie sił morskich. Z punktu widzenia Turków było to niezwykle fortunne posunięcie, jako że zapas amunicji do ich baterii brzegowych był już na wyczerpaniu. Gdyby alianci podjęli ponowną próbę, pomimo strat z 18 marca, wynik całej bitwy byłby zapewne inny.

## Inwazja
Po niepowodzeniu ataków okrętów wojennych oczywiste stało się, że potrzebna będzie obecność wojsk lądowych w celu wyeliminowania bardzo mobilnej tureckiej artylerii. Dopiero to umożliwiłoby alianckim trałowcom oczyszczenie wód zatoki z min, co ponownie pozwoliłoby na użycie większych okrętów.
Na początku 1915 w Egipcie przebywała spora grupa ochotników z Australii i Nowej Zelandii, odbywająca szkolenie przed wysłaniem do Francji. Grupa ta nazwana ANZAC składała się z australijskiej 1. dywizji i mieszanej dywizji australijsko-nowozelandzkiej. Generał Hamilton przejął dowództwo nad tymi jednostkami, do których dołączyły jeszcze brytyjska 29. dywizja, dywizja Marynarki Piechoty Królewskiej i francuska Corps expéditionnaire d’Orient.

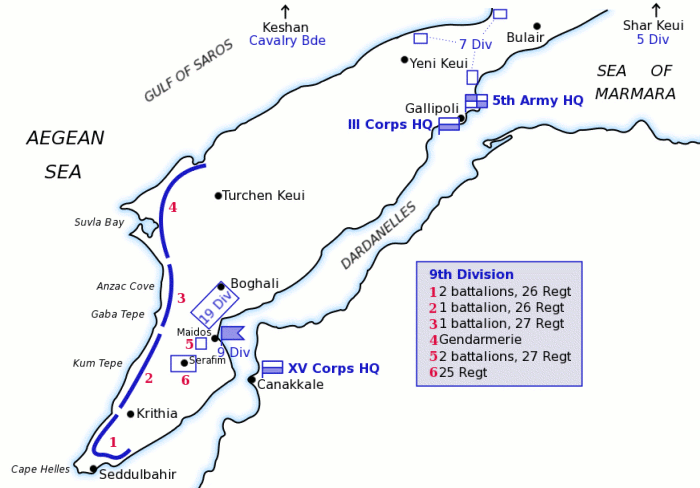
Rozlokowanie tureckiej 5. armii

Naprzeciw armii Hamiltona stanęła turecka 5. armia pod dowództwem niemieckiego doradcy wojskowego armii osmańskiej, generała Otto von Sandersa. 5. armia, której zadaniem była obrona obu brzegów zatoki, liczyła 84 tys. żołnierzy i składało się na nią 6 dywizji. W okolicach Bulair stacjonowały dywizje 5. i 7. Koło przylądka Helles, na końcu półwyspu, znajdowała się 9. dywizja, a 19. dywizja stanowiła rezerwę. Brzeg azjatycki broniony był przez 3. i 11. dywizję.
Plan inwazji z 25 marca zakładał, że 29. dywizja wyląduje przy Helles, a następnie zacznie się posuwać w kierunku fortów Kilitbahir. ANZAC mieli wylądować na północ od Gaba Tepe na wybrzeżu Morza Egejskiego, skąd mogliby kontrolować cały półwysep, zapobiegając przybyciu posiłków lub wycofaniu się obrońców tureckich. Zadaniem Francuzów było przeprowadzenie mylącego Turków lądowania przy Kum Kale po stronie azjatyckiej.

### ANZAC
Pierwsza fala ANZAC (żołnierzy australijskich i nowozelandzkich), 3. brygada z australijskiej 1. dywizji rozpoczęła inwazję tuż przed świtem, o godzinie 4:28 25 kwietnia. Zamierzano lądować na szerokim froncie, około 1,5 km na północ od Gaba Tepe. Z niewyjaśnionych do dziś przyczyn lądowanie nie przebiegło według planu i łodzie z żołnierzami skoncentrowały się ponad 2 km na północ od planowanego miejsca lądowania, w małej, płytkiej, wtedy jeszcze bezimiennej zatoczce pomiędzy Ari Burnu na północy a Hell Spit na południu. Zatoka ta nosi dziś nazwę „Anzac Cove” (zatoka Anzac).
Zamiast szerokiej równiny, gdzie miano wylądować, przed żołnierzami australijskimi stała teraz trudna do przebrnięcia plątanina jarów i ostróg ciągnących się od wzniesień Sari Bair w kierunku morza. W pierwszych godzinach po lądowaniu Australijczycy napotkali na bardzo lekki opór nieprzyjaciela w postaci rozproszonych jednostek tureckiej 19. dywizji, ale jej dowódca Mustafa Kemal szybko zorientował się w powstałym zagrożeniu i obie strony rozpoczęły dramatyczny wyścig o opanowanie okolicznych wzgórz.
Batalia skoncentrowała się na grzbiecie wzdłuż głównej linii ataku, gdzie ANZAC i Turcy walczyli o pagórek nazwany „Baby 700”. Pozycja w czasie pierwszego ataku przechodziła z rąk do rąk kilkakrotnie, ale ostatecznie została w rękach tureckich, głównie dzięki temu, że od początku bitwy byli oni w lepszej sytuacji taktycznej, mając w swoich rękach inne okoliczne wzniesienia. Po zatrzymaniu ataku ANZAC Turcy natychmiast kontratakowali, starając się zepchnąć siły inwazyjne do morza, ale wojska australijsko-nowozelandzkie utrzymały zdobyty przyczółek. Sytuacja stała się patowa i zamiast szybkiej wojny manewrowej, jak przewidywał plan ataku, obie strony uwikłały się w pozycyjne walki prowadzone z okopów, które trwały aż do sierpnia.

### Helles

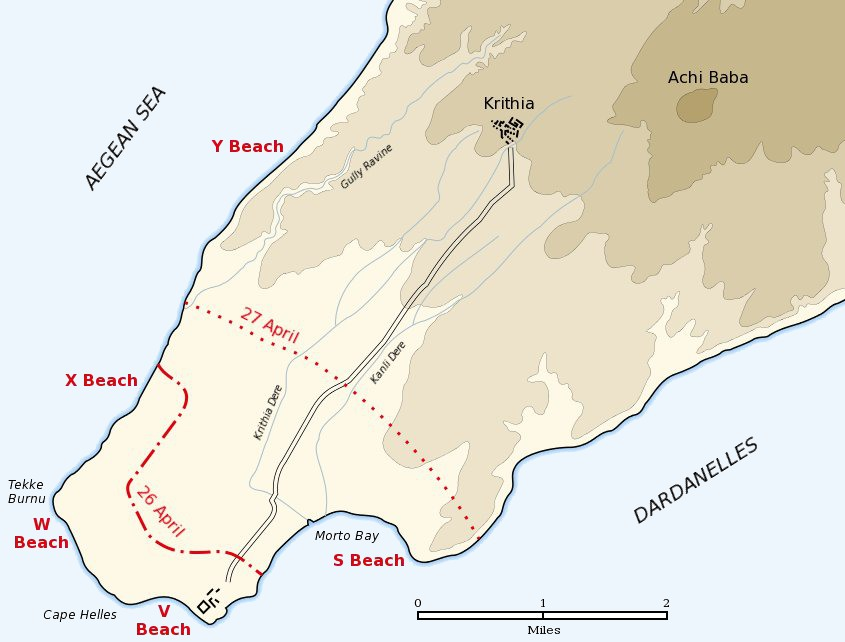
Miejsca lądowania na przylądku Helles

Desant na przylądku Helles miał zostać przeprowadzony przez 29. dywizję pod dowództwem generała Hunter-Westona na pięciu plażach położonych łukiem na końcu przylądka, oznaczonych od wschodu na zachód – S, V, W, X i Y.
Na końcach łuku, plażach S, X i Y, nie napotkano dużego oporu, ale nie wykorzystano nadarzającej się okazji. Wojskom, które wylądowały na plaży Y, udało się podejść na odległość 500 m do opustoszałej wioski Kruthia, ale ta sytuacja nie powtórzyła się już więcej. W następnym dniu, po przybyciu tureckich posiłków, plaże ewakuowano.
Główne lądowanie odbyło się na plaży V, pod murami starej fortecy Seddülbahir i na plaży W, w niewielkiej odległości na zachód.
Na plaży V brytyjski statek, przerobiony węglowiec „SS River Clyde”, został umyślnie posadzony na mieliźnie przy samym brzegu, aby prowadzący atak żołnierze byli w stanie przejść po rampach bezpośrednio na brzeg. Następna fala żołnierzy miała wylądować na plaży w bardziej tradycyjny sposób, podpływając tam małymi, otwartymi łodziami. Przy plaży W brytyjscy fizylierzy także skorzystali z małych, otwartych łodzi, lądując na niewielkiej plaży, otoczonej wysokimi wydmami i pokrytej zasiekami. Na obu tych plażach lądująca piechota została zmasakrowana przez tureckich obrońców. Żołnierze, którzy pojedynczo wychodzili z luków „River Clyde”, stanowili idealny cel dla karabinów maszynowych ustawionych w forcie Seddülbahir.
Tak jak w wypadku lądowania w Anzac Cove, tureckim obrońcom udało się zatrzymać siły inwazyjne przed wtargnięciem w głąb lądu, ale nie udało im się zepchnąć atakujących do morza. Przy plaży W królewskiemu regimentowi z Lancashire udało się pokonać siły obrońców, pomimo bardzo wysokich strat własnych (zginęło lub zostało rannych 600 z 1000 atakujących). Batalion, który lądował na plaży V, stracił około 70% stanu.

## Pierwsze starcia
Po południu 27 kwietnia Kemal przeprowadził pierwszy dobrze przygotowany atak w celu zniszczenia sił australijskich. Żołnierzom Anzac udało się utrzymać ich pozycję tylko dzięki pomocy ogniowej z okrętów stojących przy plaży. Turcy kilkakrotnie ponawiali atak tej samej nocy.
28 kwietnia Brytyjczycy, na których prawym skrzydle znajdowali się teraz Francuzi, rozpoczęli atak, którego celem było zdobycie Krithia, tzw. pierwsza bitwa o Krithia. Plan ataku był nadmiernie skomplikowany i źle przedstawiony poszczególnym dowódcom, a żołnierze 29. dywizji byli nadal bardzo wyczerpani po ciężkich przeżyciach przy lądowaniu i zdobywaniu wioski Seddülbahir, która wpadła w ich ręce 26 kwietnia. Atak w końcu zatrzymał się o szóstej wieczorem, atakującym udało się nieco posunąć, ale cel ofensywy nie został osiągnięty. Turecki opór wzrastał z dnia na dzień i po zmarnowaniu szans, jakie stały przez atakującymi w pierwszym dniu, sposobność na szybkie zdobycie półwyspu zniknęła. Helles, podobnie jak Anzac, stała się sceną wyniszczających walk pozycyjnych. Silne tureckie kontrataki 1 i 3 maja zostały odparte przez obrońców, pomimo że atakującym udało się przełamać francuskie linie obrony.

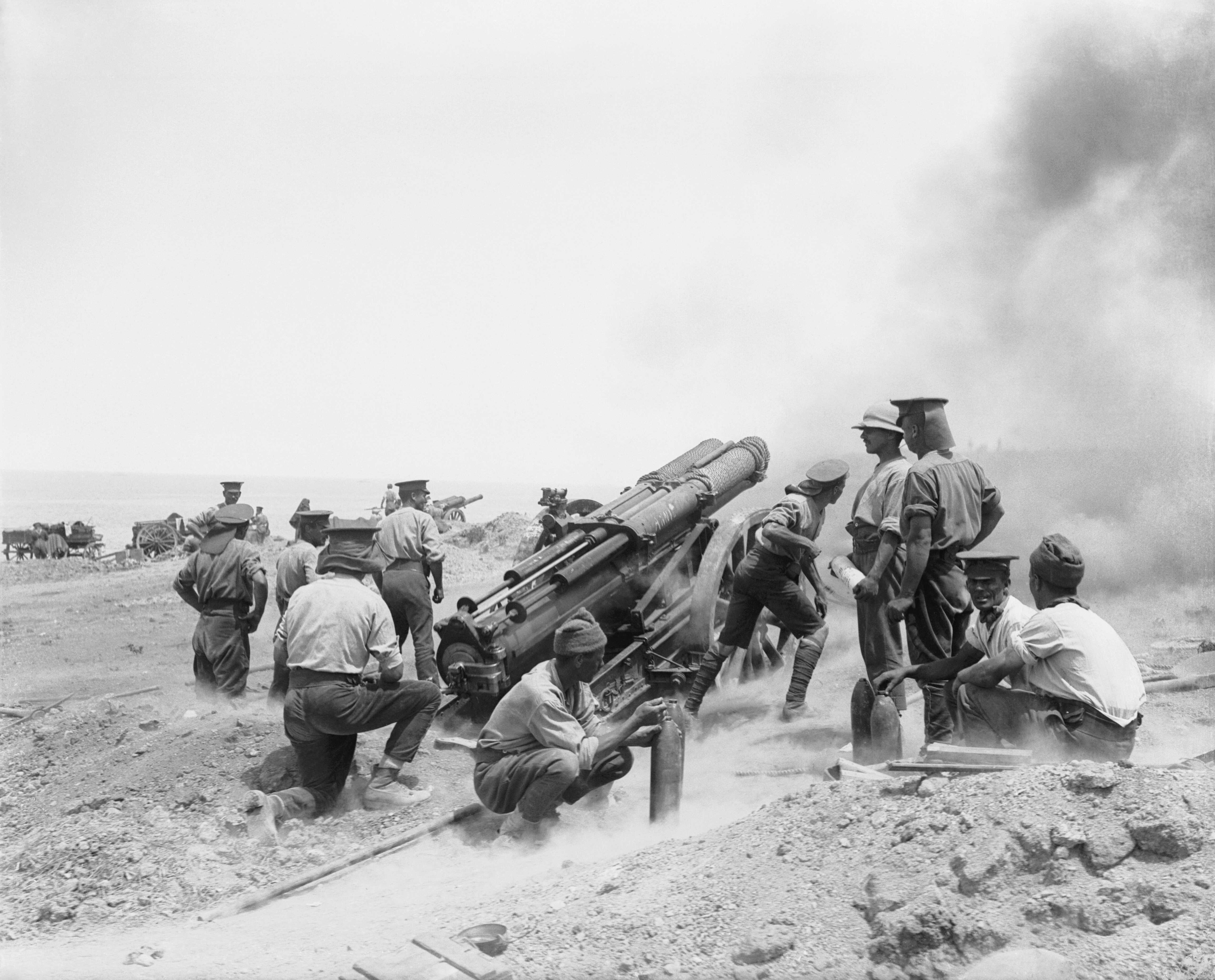
Brytyjska armata 60-funtowa pod Gallipoli, lato 1915

Pierwsza próba działań ofensywnych w zatoce Anzac miała miejsce wieczorem 2 maja, kiedy australijska 4. brygada i nowozelandzka brygada piechoty zaatakowały „Baby 700”. Atakującym udało się pokonać w nocy niewielki dystans, zdobywając nieco „ziemi niczyjej”, po tym drobnym sukcesie zaczęli się okopywać w nowym terenie, starając się go utrzymać, ale zostali zmuszeni do wycofania się w nocy 3 maja, tracąc przy tym około 1000 żołnierzy. Uważając, że sytuacja na froncie Anzac ustabilizowała się, Hamilton przesunął dwie brygady, 2. australijską piechoty i nowozelandzką piechoty, na front przy Helles jako rezerwę w czasie drugiej bitwy o Krithia, która rozpoczęła się 6 maja. Zyskał około ćwierć mili na szerokim froncie, przy dużych stratach własnych. Był to pierwszy atak na tak dużą skalę w tej części Gallipoli.
19 maja odbył się poważny atak Turków na Anzaców – 42 tys. Turków zaatakowało 10 tys. Australijczyków i Nowozelandczyków z tragicznymi dla atakujących skutkami. Turkom brakowało zarówno artylerii, jak i amunicji, dlatego pokładali nadzieję na powodzenie ataku w dużej przewadze liczebnej. Ich przygotowania do ataku zostały wykryte i obrońcy byli na niego gotowi. Atak kosztował Turków 10 tys. zabitych i rannych, w porównaniu, australijskie straty wyniosły 160 zabitych i 468 rannych. Tureckie straty były tak poważne, że obie strony zgodziły się na czasowe zawieszenie broni 24 maja, aby pozwolić Turkom na usunięcie i pochowanie tysięcy trupów zalegających ziemię niczyją.
Jeszcze w maju wojska brytyjskie mogły polegać na wsparciu artyleryjskim pancerników, ale po storpedowaniu HMS „Goliath” 13 maja, HMS „Triumph” 25 maja i HMS „Majestic” 27 maja większość pozostałych pancerników została wycofana, a te, które pozostały, strzelały już tylko będąc w ruchu, co znacznie zmniejszało celność ognia.
Trzecia bitwa o Krithia z 4 czerwca zakończyła już wszystkie marzenia wysokiego dowództwa o wojnie manewrowej i obie strony powróciły do okopowej, pozycyjnej wojny, w której ewentualne zyski czy straty terenu liczyło się najwyżej w setkach metrów, a były one opłacane wysokimi stratami w ludziach. Obie strony odniosły około 25% strat, Brytyjczycy stracili 4,5 tys. żołnierzy z armii liczącej 20 tys.
W czerwcu pod Helles przybyła nowa dywizja, brytyjska 52. dywizja piechoty, mająca wziąć udział w ostatniej dużej bitwie na tym froncie – w bitwie o Gully Ravine, która rozpoczęła się 28 czerwca. W wyniku tej bitwy, która zakończyła się jednym z rzadkich zwycięstw aliantów, lewe skrzydło (znad Morza Egejskiego) Brytyjczyków posunęło się do przodu. W odpowiedzi na to zwycięstwo, Turcy rozpoczęli serię kontrataków trwających od 1 do 5 lipca, ale nie udało im się odzyskać utraconego terenu. Straty po obu stronach były niezmiernie wysokie, ocenia się je na ponad 14 tys.
Ostatnia próba zmiany sytuacji w Helles, zanim główny wysiłek aliantów został skierowany na front Anzac, odbyła się 12 lipca. Dwie brygady 52. dywizji zostały rzucone do ataku wzdłuż Achi Baba Nullah (znanej jako „Dolina Krwi”) tracąc przy tym 30% stanu i praktycznie bez żadnych liczących się zysków terenowych.

## Ofensywa sierpniowa
Zobacz główny artykuł: Bitwa o Sari Bair
Kolejne niepowodzenia aliantów przy próbach zdobycia Krithia i brak jakiegokolwiek postępu na froncie Helles spowodowały, że Hamilton postanowił zmienić plan kampanii planując bitwę o Sari Bair. W nocy 6 sierpnia dwie dywizje miały wylądować w zatoce Suvla, 3 mile na północ od zatoki Anzac. W tym czasie obrońcy Anzac mieli zaatakować słabo obsadzone wzgórza Sari Bair, atakując w kierunku północnym.
Samo lądowanie w Suvla było udane i napotkano na bardzo lekki opór nieprzyjaciela, ale dowodzący lądowaniem generał Stopford nie spieszył się z posunięciem w głąb lądu. Zanim się na to decydował, obrońcy tureccy obsadzili wzgórza Anafarta otaczające Suvla i zamiast decydującej bitwy powtórzyła się sytuacja z Anzac – atak ten stworzył następny front pozycyjnej, okopowej wojny. Ofensywa ta była poprzedzona wieczorem 6 sierpnia dywersyjnymi atakami w Helles i Anzac. W Helles bitwa o winnicę Krithia stała się następną bitwą bez zwycięzcy, ale za to okupiona wysokimi stratami po obu stronach. W Anzac atak na tureckie okopy przy Lone Pine (Samotnej Sośnie) zakończył się jednym z niewielu australijskich zwycięstw, ale główny atak skierowany na Chunuk Bair i wzgórze 971 zakończył się już niepowodzeniem.
Chunuk Bair atakowany był przez żołnierzy z nowozelandzkiej brygady piechoty. Przed świtem 7 sierpnia udało im się dojść na odległość 500 m od celu ataku, ale nie udało im się zdobyć szczytu aż do następnego ranka. To opóźnienie miało tragiczne rezultaty dla ataku pomocniczego (bitwa o The Nek), przeprowadzonego przez australijską 3. brygadę „Light Horse”. Nowozelandczycy utrzymali Chunuk Bar przez dwa dni, ale potężny turecki kontratak prowadzony osobiście przez Mustafę Kemala zmiótł Anzaców z właśnie zdobytych wzgórz.
Z kolei atak na wzgórze 971 nigdy nie doszedł do skutku. Siły przeznaczone do ataku stały pod dowództwem generała Monasha. Australijska 4. brygada piechoty i brygada indyjska zgubiły się w ciemnościach i nie odnalazły celu. Wszystkie następne ataki zostały łatwo odparte przez tureckich obrońców z dużymi stratami wśród atakujących.
Przyczółek Suvla został wzmocniony żołnierzami trzech brytyjskich dywizji – 53. piechoty, 54. piechoty i „spieszonej” 2. dywizji konnej. Także pechowa 29. dywizja została przeniesiona z Helles do Suvla przed jeszcze jedną próbą przełamania frontu. Ostateczna brytyjska ofensywa mająca na celu tchnięcie życia w coraz bardziej nieudaną operację odbyła się 21 sierpnia, kiedy zaatakowali oni wzgórza (Scimitar i „60”). Ewentualne przejęcie kontroli nad tymi wzgórzami pozwoliłoby aliantom na połączenie frontów Anzac i Suvla, ale żadna z tych bitew nie przyniosła zamierzonego skutku. Kiedy 29 sierpnia ustały ostatnie walki przy wzgórzu 60, bitwa o Sari Bair, kampania o cały półwysep była zakończona.

## Ewakuacja
Po fiasku cyklu ofensyw sierpniowych zaczęto się zastanawiać nad przyszłością całej operacji w Gallipoli. Opinia publiczna i parlament Wielkiej Brytanii dopiero teraz zaczęły poznawać prawdę o operacjach w Turcji na podstawie przekazów Keitha Murdocha, a nie zafałszowanych i koloryzowanych raportów generała Hamiltona. Także niezadowoleni wyżsi oficerowie sztabowi, tacy jak generał Stopford, bardzo pesymistycznie oceniali szanse całej operacji. 11 października po raz pierwszy zaproponowano ewakuację żołnierzy z Gallipoli, ale Hamilton odrzucił ten pomysł, uważając, że wycofanie się narazi na szwank brytyjski prestiż. Wkrótce został on jednak pozbawiony stanowiska głównodowodzącego operacją i zastąpiony przez generała Charlesa Monro’a.
Sytuacja została dodatkowo skomplikowana, gdy Bułgaria przystąpiła do wojny po stronie Państw Centralnych. 5 października Brytyjczycy otworzyli w okolicach Salonik drugi front śródziemnomorski, na który potrzebne były posiłki przeznaczone na Gallipoli. Dodatkowy problem stanowił fakt, iż Niemcy mieli teraz bezpośrednią drogę lądową do Turcji, umożliwiającą im dostarczenie Turkom ciężkiej artylerii oblężniczej, przybycie której bardzo szybko zniszczyłoby siły alianckie, szczególnie te na froncie w Anzac.

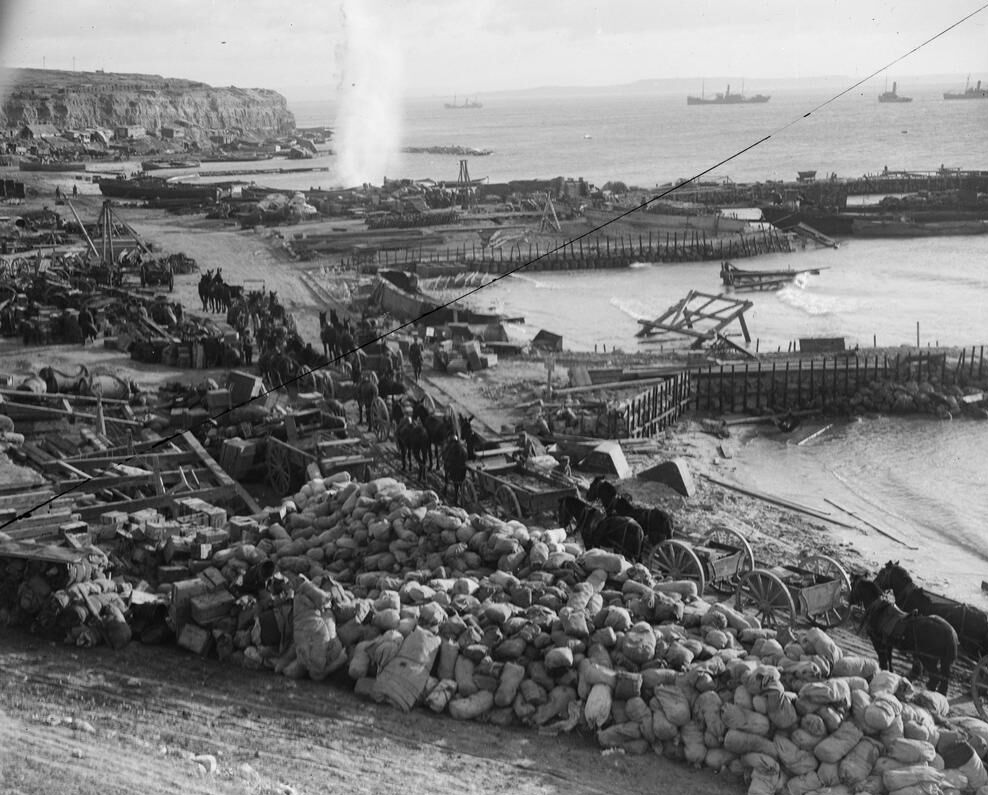
Plaża „W” w Helles tuż przed ewakuacją, 7 stycznia 1916

Po zapoznaniu się ze stanem faktycznym, Monro zarządził ewakuację. Z decyzją całkowitego porzucenia półwyspu nie zgadzał się Kitchener, ale po osobistej inspekcji wszystkich trzech frontów przyznał on rację generałowi Monro i zapadła ostateczna decyzja o zamknięciu frontów na Gallipoli.
Ewakuacja 14 dywizji znajdujących się w bezpośredniej bliskości nieprzyjaciela zawierała w sobie wiele niebezpieczeństw i spodziewano się dużych strat, niemniej ciężki sztorm, który rozpoczął się 27 listopada i trwał 3 dni, dodatkowo obnażył fakt, że pozycje aliantów były nie do utrzymania. Po sztormie, na początku grudnia, burza i zamieć śnieżna w Suvla zalały okopy, topiąc przy tym wielu żołnierzy, a także zmywając niepochowane ciała w kierunku linii brytyjskich. Jeszcze więcej żołnierzy zginęło z powodu niskich temperatur i opadów śniegu.
Jak na ironię, sprawnie i prawie bez strat przeprowadzona ewakuacja była największym sukcesem aliantów w całej kampanii. Przyczółki na Suvla i Anzac ewakuowano pod koniec grudnia, ostatni żołnierze opuścili te plaże tuż przed świtem 20 grudnia. Oddziały wycofywano falami już od 7 grudnia, chwytając się różnych sztuczek, aby ten fakt ukryć przed Turkami. Na przykład w Anzac rozmieszczono karabiny ze spustami połączonymi kawałkiem drutu z patelnią, na którą kapała woda. Taki karabin wypalał raz na pewien czas, utrzymując Turków w przekonaniu, że na danym odcinku frontu nadal przebywali obrońcy.
Przyczółek w Helles utrzymano nieco dłużej, w przypadku gdyby Brytyjczycy zmienili zdanie i zdecydowali się na ponowienie ofensywy. Ale i tu 27 grudnia zdecydowano się na ewakuację. Turcy, którzy zostali już ostrzeżeni, że może się to zdarzyć, zorganizowali silny atak 6 stycznia 1916, ale zostali odparci. Ostatni brytyjscy żołnierze opuścili plażę na Gallipoli 9 stycznia.

## Skutki i reperkusje
W czasie kampanii o Gallipoli stanęły przed sobą dwie armie o mniej więcej równych siłach i żadna ze stron nie była w stanie dokonać żadnego decydującego przełomu. Kiedy na przykład aliantom udało się wykonać jakiś wyłom w obronie przeciwnika, jak w czasie bitwy o Lone Pine czy w czasie drugiej bitwy o Krithia, nie posiadali oni wystarczających rezerw operacyjnych, aby to wykorzystać. Z drugiej strony, pomimo zatrzymania aliantów na przyczółkach, Turkom brakowało wystarczających sił, aby ich zepchnąć do morza.
Imperium Osmańskie zostało nazwane przez cara Mikołaja I „chorym człowiekiem Europy”, ale po zwycięstwie odniesionym na Gallipoli turecka wizja nowego imperium zaczęła ponownie wydawać się realistyczna. W kampanii mezopotamskiej, w czasie oblężenia Kut, siły tureckie otoczyły brytyjskie siły ekspedycyjne i zmusiły je do poddania się. Posuwając się od południowej Palestyny w kierunku Synaju Turcy mieli nadzieję na zdobycie kanału Sueskiego i zmuszenie Brytyjczyków do opuszczenia Egiptu. Dopiero przegrana przez nich bitwa o Romani dała kres tym ambicjom i już do końca przekazała inicjatywę strategiczną w rejonie Środkowego Wschodu w ręce Brytyjczyków.
Po ewakuacji z Gallipoli siły alianckie zostały wysłane do Egiptu. ANZAC (wojska australijsko-nowozelandzkie) zostały poddane gruntownej reorganizacji, rozszerzono dywizje piechoty i wysłano je na front zachodnioeuropejski. Spieszona brygada „Light horse” odzyskała swoje konie i już jako dywizja konna wzięła udział w walkach na Synaju i w Palestynie, świetnie się tam spisując. W czasie bitwy o Beersheba udało im się dokonać przełomowego zwycięstwa, które okazało się tak złudne w Gallipoli.
Przegrana kampania w Gallipoli zakończyła kariery generałów Hamiltona i Stopforda, ale Hunter-Weston dostał jeszcze jedną szansę na dowodzenie, prowadząc VIII korpus w pierwszym dniu krwawej bitwy nad Sommą. Australijscy generałowie Monach i Chauvel otrzymali promocję na dowódców dywizji, a później korpusów. Winston Churchill i Pierwszy Lord Admiralicji Jackie Fisher podali się do dymisji, wzajemnie przy tym oskarżając się o to, po czyjej stronie leżała wina za niepowodzenie operacji. Kitchener był postacią zbyt lubianą i popularną, aby zostać publicznie ukarany, ale ucierpiał mit o jego „nieprzegrywalności” i był stopniowo usuwany w cień przez swoich kolegów, aż do śmierci rok później. Fiasko Gallipoli przyczyniło się także do upadku rządu Asquitha w 1916. Po stronie tureckiej właśnie od tego zwycięstwa zaczęła rosnąć sława i popularność Mustafy Kemala.
Kampania na Gallipoli stanowi jeden z przełomowych momentów w dziejach Australii i Nowej Zelandii. Do tej pory oba te kraje uważały się za wiernych poddanych Brytanii i wierzyły w brytyjską wyższość. Wydarzenia na Gallipoli zachwiały tymi przekonaniami, a trzy lata na froncie zachodnim zniszczyły je całkowicie. Na Gallipoli narodziła się także legenda „Anzacs”, braterstwa broni pomiędzy Australią i Nową Zelandią. Australijscy i nowozelandzcy żołnierze, popularnie zwani „diggers”, przekonali się, że wcale nie są gorsi od swoich brytyjskich kolegów, a pod wieloma względami nawet ich przewyższają. Gallipoli to decydujący moment w historii Australii, kiedy obudziła się świadomość Australijczyków jako odrębnego narodu.
W 1934 Mustafa Kemal, który zmienił nazwisko na Kemal Atatürk, będąc już wtedy prezydentem nowej Republiki Tureckiej, napisał następujące słowa o poległych żołnierzach ANZAC:

Bohaterowie, którzy przelaliście własną krew i straciliście życie... Leżycie teraz w ziemi przyjaznego wam kraju. Spoczywajcie w pokoju. Nie ma różnicy pomiędzy „Johnymi” a „Mehmetami” teraz, kiedy leżą przy sobie w naszym kraju… Matki, które wysłałyście synów z dalekich krajów, obetrzyjcie łzy, wasi synowie leżą przytuleni do naszej piersi i spoczywają w pokoju. Po tym jak stracili życie na naszej ziemi, stali się także naszymi synami.

.

## Straty
Oprócz podanych w tabeli strat – tych, którzy zginęli lub zostali ranni w czasie działań wojennych, wielu żołnierzy chorowało z powodu kiepskich warunków sanitarnych na półwyspie, głównie na gorączkę, biegunkę i dyzenterię. Ocenia się, że do powyższych strat należy dołączyć około 145 tys. zgonów z tych powodów wśród samych tylko żołnierzy brytyjskich.

## Anzac Day
W 1990, w 75. rocznicę lądowania na Gallipoli, przedstawiciele rządów Australii i Nowej Zelandii wraz z ostatnimi weteranami, którzy walczyli na Gallipoli, a także wielu turystów z Australii i Nowej Zelandii, którzy przybyli tam specjalnie na tę okazję, wzięło udział w specjalnym apelu, który odbył się przed świtem na cmentarzu wojskowym Ari Burnu. Od 1999 apel odbywa się na „północnej plaży” przy wybudowanym tam pomniku żołnierzy Anzac. Z roku na rok coraz więcej osób przybywa do Gallipoli z okazji tej uroczystości.
Ostatni żołnierz, który walczył na Gallipoli, Alec Campbell, zmarł w maju 2002.